# GX Близнецов
GX Близнецов (лат. GX Geminorum), HD 263139 — тройная звезда в созвездии Близнецов на расстоянии приблизительно 2 559 световых лет (около 785 парсек) от Солнца. Возраст звезды оценивается в среднем как около 3,158 млрд лет.
Открыта Куно Хофмейстером в Зоннебергской обсерватории*.
Пара первого и второго компонентов — двойная затменная переменная звезда типа Беты Лиры (EB). Видимая звёздная величина звезды — от +11,5m до +10,9m. Орбитальный период — около 1,35 суток.

## Характеристики
Первый компонент — жёлто-белая звезда спектрального класса G5, или F7V*. Масса — около 1,488 солнечной, радиус — около 2,327 солнечных, светимость — около 7,244 солнечных. Эффективная температура — около 6400 К.
Второй компонент — жёлто-белая звезда спектрального класса F7V*. Масса — около 1,467 солнечной, радиус — около 2,238 солнечных, светимость — около 6,607 солнечных. Эффективная температура — около 6353 К.
Третий компонент — коричневый карлик. Масса — около 61,08 юпитерианских. Удалён в среднем на 1,806 а.е..